# Cymocythere gonia
Cymocythere gonia är en kräftdjursart som beskrevs av Hobbs och C. W. Hart 1966. Cymocythere gonia ingår i släktet Cymocythere och familjen Entocytheridae. Inga underarter finns listade i Catalogue of Life.